# Moskvas statliga institut för internationella relationer
Moskvas statliga institut för internationella relationer, förkortat MGIMO (ryska: Московский государственный институт международных отношений, МГИМО), är ett ryskt universitet och diplomatskola tillhörande Rysslands utrikesministerium. Ordförande i universitets styrelse är Rysslands utrikesminister Sergej Lavrov. Tidigare utländska styrelseledamöter har bland annat varit Albert II, furste av Monaco, Sven Hirdman, svensk diplomat, och Ingvar Kamprad, grundare av Ikea.
MGIMO grundades 14 oktober 1944 efter att Folkkommissariernas råd organiserat om Moskvauniversitetets fakultet för internationella relationer till ett självständigt institut.
MGIMO är idag ett av Rysslands mest ansedda lärosäten och urvalsprocessen för att antas som student är rigorös. Det betraktas som ett elituniversitet på grund av sin mycket selektiva antagningsprocess och sin inriktning mot den ryska eliten.